# استقطاب أصوات الناخبين

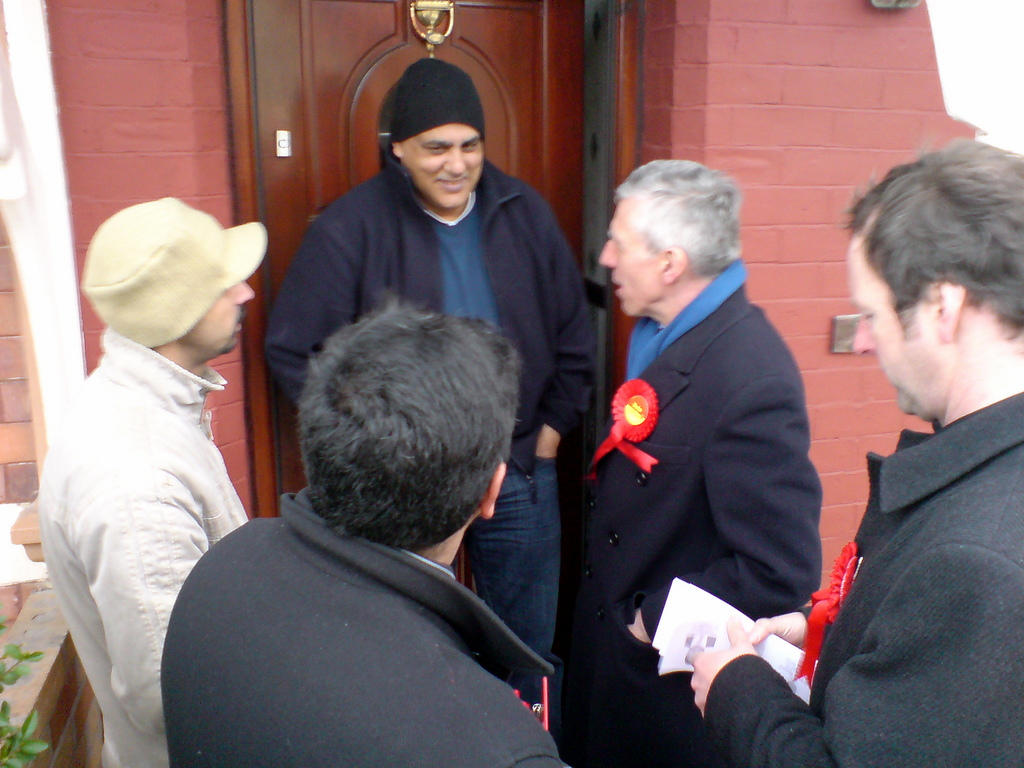
السياسي البريطاني الرفيع من حزب العمل جاك سترو يستقطب أصوات الناخبين مع أعضاء المجلس المحلي في بلاكبيرن.

استقطاب أصوات الناخبين يشير إلى البدء المنهجي للاتصال المباشر مع مجموعة مستهدفة من الأفراد وهو يُستخدم بنحو كبير أثناء الحملات الانتخابية حيث يقوم فريق الحملة (وخلال فترة انتخاب المرشح) بالطرق على أبواب سكان محددين في منطقة جغرافية بعينها، مشتركين في تفاعل شخصي وجهًا لوجه مع الناخبين. ويمكن القيام باستقطاب أصوات الناخبين أيضًا عن طريق الهاتف، حيث يُشار إلى هذه العملية باسم الاستقطاب بالهاتف. ويتمثل الهدف الرئيسي من استقطاب أصوات الناخبين في التعرف على الناخبين - لاستطلاع كيف يخطط الأفراد للقيام بالتصويت - بدلاً من التجادل مع الناخبين أو إقناعهم. ويعتبر هذا التجهيز جزءًا لا يتجزأ من عملية الحصول على صوت الناخب حيث يتم التواصل مع الداعمين المعروفين في يوم الانتخاب ويتم تذكيرهم بالإدلاء بأصواتهم.

## الغرض من استقطاب أصوات الناخبين

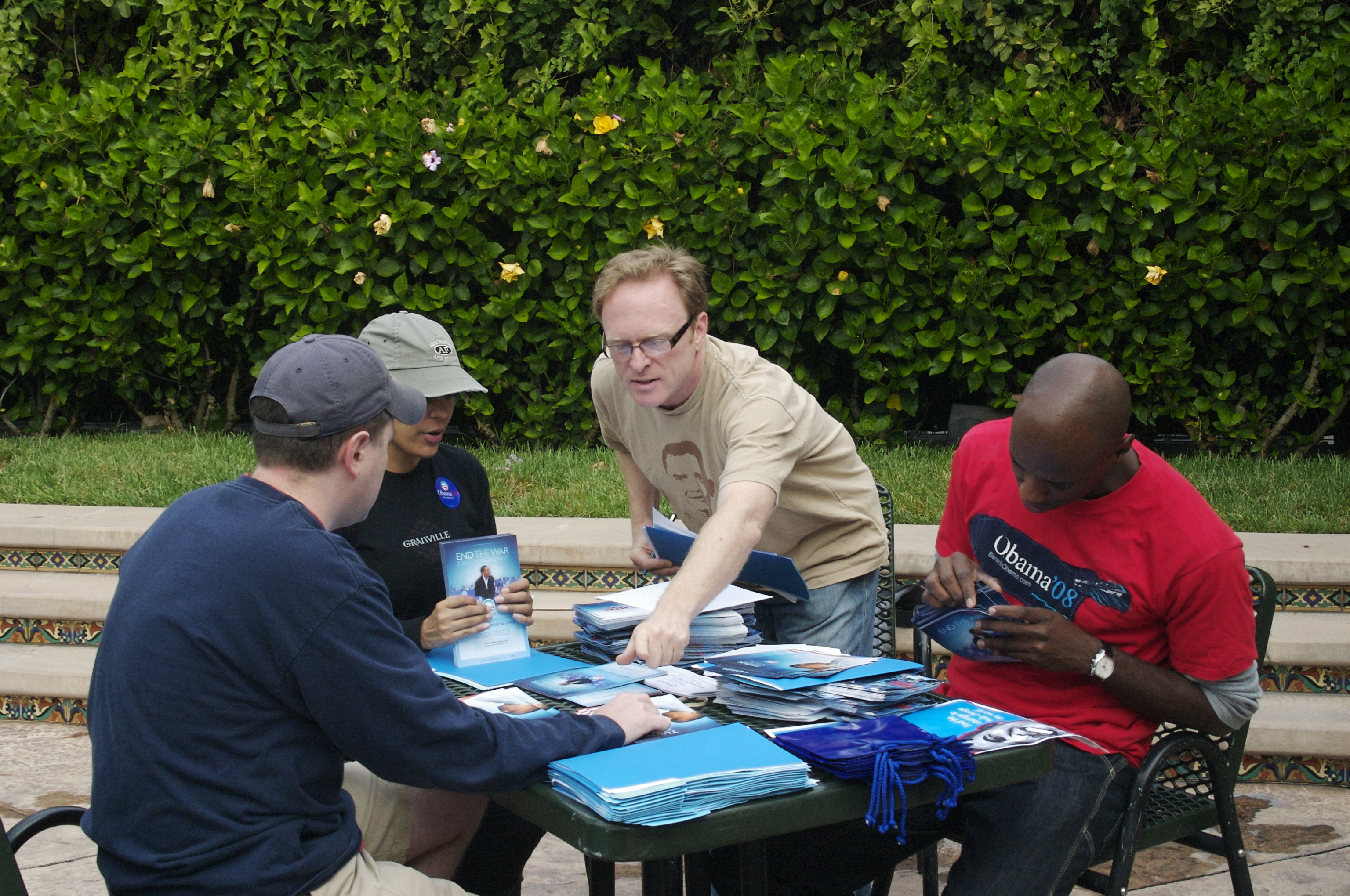
متجولون لاستقطاب الأصوات ينظمون المواد الخاصة بالحملة الانتخابية الرئاسية لباراك أوباما عام 2008

على الرغم من المواصفات المذكورة سابقًا، إلا أنه يمكن استقطاب أصوات الناخبين لتحقيق مجموعة من الأهداف الآتي ذكرها، فعلى سبيل المثال، يركز استجداء صوت الناخبين على إقناع الأشخاص للتصويت من أجل مرشح بعينه أو قد يجذب أمر الإدلاء بالصوت أيضًا الانتباه إلى التمويلات وتعيين أعضاء جدد في مؤسسة ما:
- تحديد الداعمين (تحديد الناخب أو هوية الناخب) عند الإعداد لعملية الحصول على أصوات الناخبين (GOTV).
- القيام بعملية الحصول على أصوات الناخبين في أثناء الانتخاب والمعروفة باسم «الاستدعاء»
- توزيع المعلومات والمواد المطبوعة
- الفوز بأصوات الأفراد عن طريق إقناعهم
- جمع التبرعات
- تعيين أعضاء جدد
- تسجيل الناخبين
- تسجيل الناخبين
- رؤية الأمر/الحملة

## استقطاب أصوات الناخبين والحصول على أصواتهم
إن المفهوم الرئيسي الخاص باستقطاب أصوات الناخبين هو استهداف السكان الذين يتم الاتصال بهم. فعلى سبيل المثال، إذا كان الهدف من استجداء أصوات الناخبين هو حضور الناخبين في يوم الانتخاب من أجل مرشح الحزب الديمقراطي ثم يقومون بالطرق على أبواب الحزب الجمهوري فقد لا يكون ذلك استغلالاً جيدًا للوقت والموارد. من الممكن أن يكون الاستهداف معقدًا بعض الشيء وقد يستخدم تاريخ بيانات التصويت وبيانات إحصائية لتعداد السكان وعادات المستهلكين. وقد يساعد جزء من الإستراتيجية الميدانية الشاملة في جعل عملية استجداء أصوات الناخبين تركز على تحديد الداعمين المرجحين والذين بعد ذلك سيتم استجداء أصواتهم مرة أخرى مباشرةً قبل عملية الانتخاب خلال مرحلة «الحصول على أصوات الناخبين» (GOTV) من الحملة الانتخابية. حتى وإن لم تتاح البيانات المعقدة، فسيستغل معظم العاملين في العمليات الميدانية طاقتهم في محاولة خفض العشوائية في اتصالاتهم من أجل تحسين استخدامهم للوقت والموارد.

## دور استقطاب الأصوات أو الآراء في عملية الإقناع
على نحو مثالي، جب أن يكون تحوّل الناخبين هدفًا مركزيًا على الرغم من صعوبته واستهلاكه للوقت لأنه يتطلب متجولين لاستقطاب الأصوات على دراية وذوي شخصية ساحرة جماهيريًا. ويمكن أن يتضمن أيضًا استقطاب أصوات الناخبين بالإقناع إسقاط المؤلفات ومواد التسويق للحملة مثل اللافتات الموضوعة في الحدائق والتي تُلصق على النوافذ والملصقات التي توضع على السيارات (معطاة للداعين). وبينما يعمل المتجولون لاستقطاب الأصوات من خلال السكان، نجد أنهم عادةً ما سيدونون ملاحظات بعناية وسيستخدمون أكواد تصنيف لتسجيل تفاعلهم مع الجمهور.

## أنواع استقطاب الأصوات

### الاستقطاب الميداني

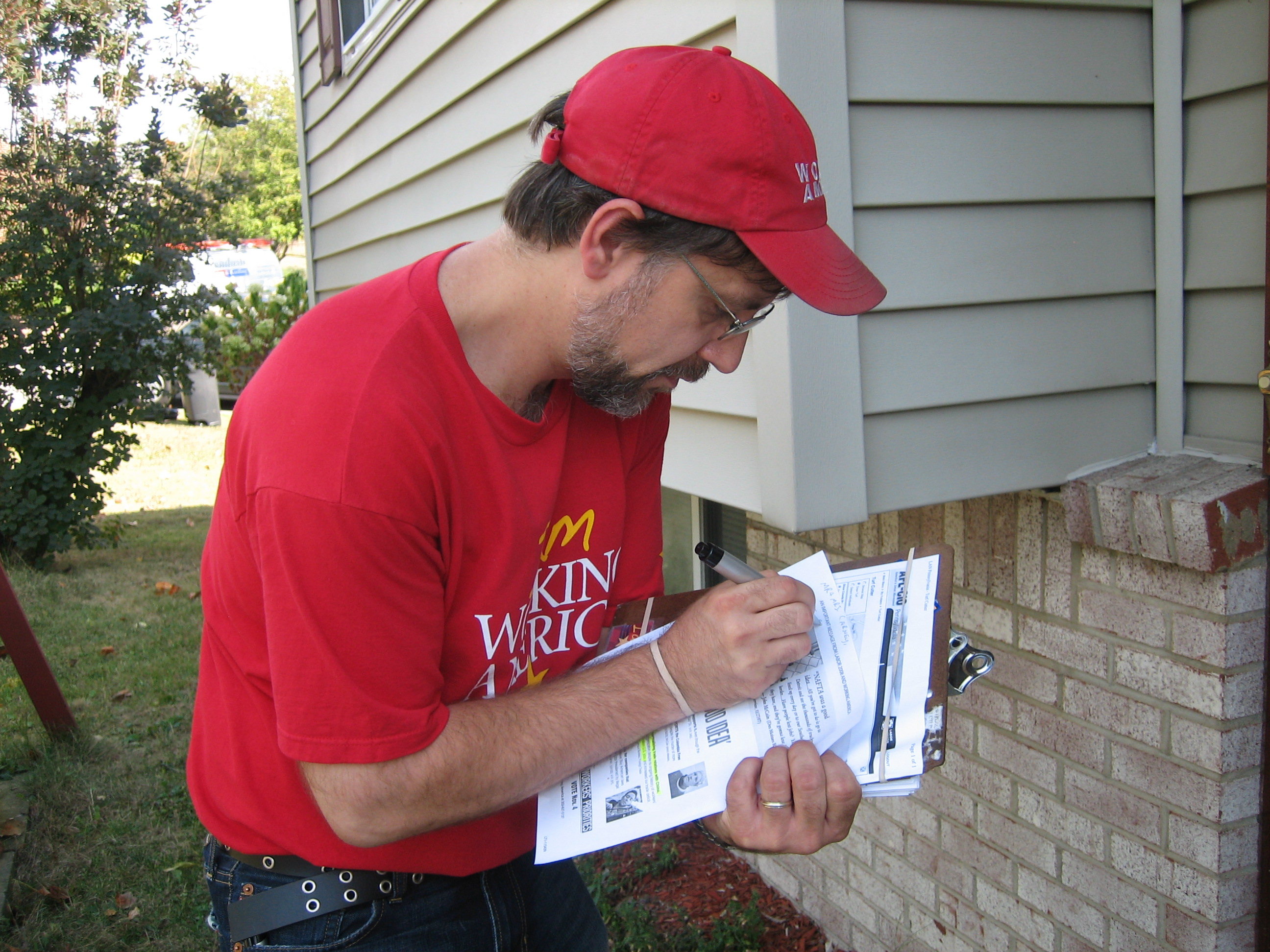
منظمة أمريكا العاملة (working America) دايف ناينهاوسر عند منزل أحد أعضاء منظمة أمريكا العاملة

يتم الاستقطاب الميداني عن طريق الذهاب من باب لآخر ولكل منزل وشقة في المقاطعة أو الحي الخاص بها أو بعض وحدات القياس الجغرافي الأخرى. ويتمتع هؤلاء بميزة أن الناس بوجه عام يكونون مرحبين بالتحدث مع شخص ما شخصيًا ويمكن توصيل المواد المطبوعة وتُعرض العلامات التي توضع في الحدائق وفي نفس وقت استقطاب الأصوات. كما يمكن أن يضمن الاستقطاب الميداني أيضًا الاكتمال حيث يمكن تمثيل كل منزل، فعادةً ما يقوم فرد أو اثنين بالاستقطاب الميداني، سواء إحداهما على أحد الأبواب والآخر على كل جانب من الشارع.
بالنسبة للمتعاقدين المستخدمين «للاستقطاب الميداني» فهم ينجح بشكل أفضل عند العمل حول موقع العمل الحالي أو السابق. ويعرف هذا الموقع باسم موقع عمل إشعاعي.
وفي يوم الانتخاب نفسه، يقوم الحزب عادةً بزيارة المنازل الخاصة بالداعمين المعروفين ويُطلب منهم التصويت، ويُشار إلى هذه العملية في الغالب «بالاستدعاء».

### الاستقطاب عن طريق المرشح
إن الشكل المختلف للاستقطاب الميداني هو الاستقطاب عن طريق المرشح حيث يتم التعامل فيه من خلال المرشح الفعلي في المقاطعة. وعلى الرغم من ذلك، ومع مرشح واحد يعتبر الوقت سلعة ثمينة. لذلك يُصاحب المرشح عادةً حوالي ستة أشخاص أو أكثر من المتطوعين الذين يقومون بالدق على الأبواب. إذا لم يجدوا أحدًا بالمنزل، فلا يذهب المرشح لهذا المنزل. وإذا وجدوا شخصًا بالمنزل، فعلى المتطوع أن يعرف إذا ما كان الأشخاص فيه يرغبون بمقابلة المرشح أم لا، فإذا كانت لديهم الرغبة يشير المتطوع للمرشح ليذهب لهم.

### الاستقطاب بالهاتف
يمكن القيام باستقطاب الأصوات أيضًا عن طريق الهاتف من قبل النشطاء الذين سيعملون طبقًا لنص أمامهم. يُعد الآتي مقتطفًا من نص يستخدمه حزب العمل البريطاني في الدعوة إلى الانتخاب العام:
مرحبًا، هل يمكنني التحدث إلى (اسم الناخب) من فضلك؟ مرحبا (اسم الناخب) اسمي هو (اسم). أنا أتصل بك بالنيابة عن (عضو البرلمان/النائب البرلماني). أنا أتصل بك لأعرف آراءك حول أولويات حكومة حزب العمل، أي مما يلي تعتقد أنها أهم ثلاث أولويات بالنسبة للحكومة؟ يتم سرد خمسة مجالات سياسية - «مدارس أفضل» و«مستشفيات أفضل» و«وظائف أكثر» و«جريمة أقل» و«اقتصاد أقوى»] ودعني أخبرك ما يقوم به حزب العمل في هذه المجالات وما سيقوم به حزب المحافظين إذا أُعيد انتخابهم بالإشارة إلى جدول «خطوط فاصلة» حيث تتم مقارنة سياسات حزب المحافظين بشكل سلبي مع حزب العمل]. والآن هل يمكنني سؤالك أي حزب تعتقد أنك ستقوم بالتصويت له في الانتخابات العامة القادمة؟
بعد ذلك يُقسم النص إلى جزءين على أساس ما إذا كان الناخب ينوي دعم حزب العمل أو حزب آخر. يشجع الجزء الخاص بداعمي حزب العمل على استخدام الأصوات البريدية، ويسأل إذا ما كان الفرد قد يفكر في وضع عرض ملصق على نوافذه أو توصيل منشورات مطبوعة في الشارع الذي يسكن فيه ويسأل سواء كان الفرد سيضع في اعتباره الانضمام إلى الحزب أم لا.أما عن الجزء الخاص بغير الناخبين لحزب العمل فهو يطرح الأسئلة التالية: وتعتبر هذه العينة من النص أيضًا عينة تمثيلية للانتخابات التي يتم إجراؤها في الولايات المتحدة، وفيها يمكن أن يسأل المتطوع، "وإذا عُقدت الانتخابات بالنسبة (للكونغرس، الحاكم، الرئيس...إلخ) اليوم، هل ستقوم بالتصويت (للمرشح أ) أو (المرشح ب)؟
1. أي حزب من الأحزاب السياسية الرئيسية تنتمي له؟
2. في الانتخابات التي ستعقد في (تاريخ)، أي حزب ستصوت له في هذه الانتخابات؟
3. كيف قمت بالتصويت في الانتخابات العامة الأخيرة؟
4. من سيكون خيارك الثاني؟
5. هل قمت بالتصويت في كل الانتخابات؟

وينتهي النص بشكر الناخب قبل إنهاء المكالمة.

## الاستقطاب المدفوع
بينما يتم استقطاب الأصوات من قبل متطوعين غير مدفوعي الأجر، إلا أن العديد من المنظمات والحملات الانتخابية قد تعين متجولين لاستقطاب الأصوات مدفوعة الأجر، ويسمح ذلك للمنظمات بالوصول إلى عدد أكبر من الأشخاص وذلك بتعيين وتدريب موظفين يمكن الاعتماد عليهم، وغالبًا ما تكون أجور وظائف استقطاب الأصوات منخفضة. وقد يكون الاستقرار الوظيفي محدودًا أيضًا بسبب قصر دورات الاستقطاب، والتي عادةً ما تحدث قبل الانتخابات أو خلال شهور في مناخ غير مريح. فبعض المنظمات، مثل اتحاد المنظمات الصناعية والنقابات العمالية الأمريكية/منظمة التضامن العمالي (AFL-CIO)، قد يكون لها مكاتب استقطاب دائمة على مدار السنة. واستنادًا إلى صعوبة المهام المطلوبة ومستوى الدفع، فعادةً ما يكون لهذه المناصب معدل عائد مرتفع. قد يُطلب من بعض موظفي المجموعات الدفاعية والحملات الانتخابية السياسية القيام باستقطاب أصوات الناخبين كجزء من المتطلبات الكبرى في وظائفهم من أجل دعم موظفي الاستقطاب في مهمتهم. ومع ذلك، يعمل بعض الأفراد بدوام كامل كمتجولين لاستقطاب أصوات الناخبين. وتم منع بعض المستقطبين ومن بينهم الموظفون من قبل صندوق المصلحة العامة من خلال محاولاتهم أن يتحدوا في نقابة عمالية من أجل الحصول على فوائد وأجور أفضل، وهناك مجموعات أخرى مثل مجموعة كونيتيكت لأعمال المواطنين عبارة عن وحدات موحدة تتضمن استجداء آراء الناخبين في وحدة المفاوضات.

## عيوب استقطاب أصوات الناخبين
في حين أنه من الممكن أن يكون الاستقطاب مثمرًا فربما يكون مخيبًا للعديد من الذين سيكونون ناخبين فيما بعد. فإذا كان يتم الاتصال بالناخبين بشكل متكرر، فقد يشعرون أن خصوصيتهم مهددة. فالعديد من المتجولين لاستقطاب أصوات الناخبين يدركون أنه لا توجد إشارات «استدراج» لا تحمل سلطة قانونية في معظم المجتمعات، وقد يتعلّم المستقطبون أن يتجاهلوا مثل هذه الإشارات.
في بعض المناطق هناك كثافة منخفضة للمستهدفين. فعادةً ما ستحاول الحملات الانتخابية أن تستقطب مناطق ذات كثافة أعلى سيرًا على الأقدام، إلا أن المناطق ذات الكثافة الأقل قد تجذب المستقطبين بالسيارات أو من أجل الحملة لتغطية هذه المناطق معًا. ويكون القياس المعياري لكثافة الاستقطاب المستهدف والمستخدم من الحملات الانتخابية هو ستودارد أو المستهدفين لكل فدان. وفي العادة، ستحاول الحملات الانتخابية استقطاب أصوات من مناطق بمعدل 10 ستودارد أو أكثر.